# Comuna de Józefów nad Wisłą
Józefów nad Wisłą (polaco: Gmina Józefów nad Wisłą) é uma gmina (comuna) na Polónia, na voivodia de Lublin e no condado de Opole. A sede do condado é a cidade de Józefów nad Wisłą.
De acordo com os censos de 2005, a comuna tem 7 369 habitantes, com uma densidade 52,04 hab/km².

## Área
Estende-se por uma área de 141,56 km², incluindo:
- área agricola: 68%
- área florestal: 22%

## Demografia
Dados de 30 de Junho 2004:
|                      | Total   | Total | Mulheres | Mulheres | Homens  | Homens |
| -------------------- | ------- | ----- | -------- | -------- | ------- | ------ |
|                      | pessoas | %     | pessoas  | %        | pessoas | %      |
| População            | 7 037   | 100   | 3 451    | 49,04    | 3 586   | 50,96  |
| Densidade (pop./km²) | 50      | 100   | 24,52    | 24,52    | 25,48   | 25,48  |

De acordo com dados de 2002, o rendimento médio per capita ascendia a 1 278,63 zł.

## Comunas vizinhas
- Annopol, Dzierzkowice, Opole Lubelskie, Solec nad Wisłą, Tarłów, Urzędów